# Абсолютно тверде тіло
Абсолю́тно тверде́ ті́ло — тіло, яке ні за яких умов не деформується і за всіх умов відстань між двома точками (або точніше між двома частинами) якого залишається постійною.
Існують й інші визначення абсолютно твердого тіла, одне з яких стверджує таке:
Абсолютно тверде тіло — модельне поняття класичної механіки, що означає сукупність матеріальних точок, відстані між поточними розташуваннями яких не змінюються, яких би впливів дане тіло у процесі руху не зазнавало. Іншими словами, абсолютно тверде тіло не тільки не міняє своєї форми, але і зберігає незмінним розподіл маси всередині.
Сталість відстаней забезпечує спокій одних частин абсолютно твердого тіла відносно інших і дає змогу «прив'язати» до тіла деяку систему координат, що називається прив'язаною.
Абсолютно тверде тіло є другим опорним об'єктом класичної механіки (нарівні з матеріальною точкою). З одного боку, абсолютно тверде тіло — сукупність матеріальних точок і, отже, має власну масу. З другого боку, можна уявити собі абсолютно тверде тіло, у якого немає власної маси. Воно дає змогу «реалізувати» зв'язки (в'язі), що накладаються на матеріальні точки. Наприклад, невагомі тверді стрижні можуть з'єднувати ті самі матеріальні точки, про які йдеться у визначенні абсолютно твердого тіла. Зроблене допущення дає змогу повністю звести механіку абсолютно твердого тіла до механіки матеріальних точок (з накладеними в'язями), але й має власний зміст (корисні поняття та співвідношення, які формулюють у рамках моделі абсолютно твердого тіла), що є дуже цікавим з теоретичного та практичного погляду.
Для характеристики інерційних і гравітаційних властивостей тіла необхідна не тільки маса (як для матеріальної точки), а й щільність її розподілу по об'єму тіла. Зазвичай, як міру інерційності обертового руху приймають момент інерції тіла.
Абстракція абсолютно твердого тіла зручна при розгляді обертового руху. Реальні тіла при обертанні деформуються. Величина цієї деформації залежить від швидкості обертання і від властивостей тіла. Якщо обертати тягарець на ґумці, то деформація значна, у випадку механічно жорстких деталей механізмів — мала, і нею можна знехтувати.